# Bolesławowo (województwo mazowieckie)
Bolesławowo – wieś sołecka  w Polsce położona w województwie mazowieckim, w powiecie legionowskim, w gminie Serock.
W latach 1975–1998 miejscowość administracyjnie należała do województwa warszawskiego.